# Ciclism la Jocurile Olimpice de vară din 2024 - Omnium masculin
Cursa ciclistă de omnium masculin de la Jocurile Olimpice de vară din 2024 a avut loc pe 8 august 2024 pe Vélodrome de Saint-Quentin-en-Yvelines, Paris.

## Program
Orele sunt ora Franței (UTC+1) 
| Data               | Timp          | Etapă                                                            |
| ------------------ | ------------- | ---------------------------------------------------------------- |
| Joi, 8 august 2024 | 17:00 urmează | Cursa scratch Cursa Tempo Cursa de elimniare Cursa pentru puncte |

## Rezultate

### Cursa Scratch
| Loc | Ciclist               | Țară                       | Ture în urmă | Puncte probă |
| --- | --------------------- | -------------------------- | ------------ | ------------ |
| 1   | Benjamin Thomas       | Franța                     |              | 40           |
| 2   | Niklas Larsen         | Danemarca                  |              | 38           |
| 3   | Fabio Van den Bossche | Belgia                     |              | 36           |
| 4   | Jan-Willem van Schip  | Olanda                     |              | 34           |
| 5   | Kazushige Kuboki      | Japonia                    | –1           | 32           |
| 6   | Ethan Hayter          | Marea Britanie             | –1           | 30           |
| 7   | Iúri Leitão           | Portugalia                 | –1           | 28           |
| 8   | Albert Torres         | Spania                     | –1           | 26           |
| 9   | Aaron Gate            | Noua Zeelandă              | –1           | 24           |
| 10  | Tim Torn Teutenberg   | Germania                   | –1           | 22           |
| 11  | Alex Vogel            | Elveția                    | –1           | 20           |
| 12  | Elia Viviani          | Italia                     | –1           | 18           |
| 13  | Tim Wafler            | Austria                    | –1           | 16           |
| 14  | Sam Welsford          | Australia                  | –1           | 14           |
| 15  | Grant Koontz          | Statele Unite ale Americii | –1           | 12           |
| 16  | Dylan Bibic           | Canada                     | –1           | 10           |
| 17  | Jan Voneš             | Cehia                      | –1           | 8            |
| 18  | Bernard Van Aert      | Indonezia                  | –1           | 6            |
| 19  | Alan Banaszek         | Polonia                    | –1           | 4            |
| 20  | Fernando Gaviria      | Columbia                   | –2           | 2            |
| 21  | Ricardo Peña          | Mexic                      | –2           | 1            |
| 22  | Youssef Abouelhassan  | Egipt                      | –4           | –39          |

### Cursa Tempo
| Loc | Ciclist               | Țară                       | Puncte cursă | Puncte probă |
| --- | --------------------- | -------------------------- | ------------ | ------------ |
| 1   | Fabio Van den Bossche | Belgia                     | 31           | 40           |
| 2   | Iúri Leitão           | Portugalia                 | 28           | 38           |
| 3   | Tim Torn Teutenberg   | Germania                   | 25           | 36           |
| 4   | Alex Vogel            | Elveția                    | 23           | 34           |
| 5   | Jan Voneš             | Cehia                      | 22           | 32           |
| 6   | Niklas Larsen         | Danemarca                  | 22           | 30           |
| 7   | Albert Torres         | Spania                     | 21           | 28           |
| 8   | Aaron Gate            | Noua Zeelandă              | 21           | 26           |
| 9   | Grant Koontz          | Statele Unite ale Americii | 21           | 24           |
| 10  | Elia Viviani          | Italia                     | 1            | 22           |
| 11  | Benjamin Thomas       | Franța                     | 1            | 20           |
| 12  | Ethan Hayter          | Marea Britanie             | 0            | 18           |
| 13  | Jan-Willem van Schip  | Olanda                     | 0            | 16           |
| 14  | Fernando Gaviria      | Columbia                   | 0            | 14           |
| 15  | Kazushige Kuboki      | Japonia                    | 0            | 12           |
| 16  | Tim Wafler            | Austria                    | 0            | 10           |
| 17  | Alan Banaszek         | Polonia                    | 0            | 8            |
| 18  | Sam Welsford          | Australia                  | 0            | 6            |
| 19  | Ricardo Peña          | Mexic                      | 0            | 4            |
| 20  | Bernard Van Aert      | Indonezia                  | 0            | 2            |
| 21  | Dylan Bibic           | Canada                     | 0            | 1            |
| 22  | Youssef Abouelhassan  | Egipt                      | –20          | 1            |

### Cursa de eliminare
| Loc | Ciclist               | Țară                       | Puncte probă |
| --- | --------------------- | -------------------------- | ------------ |
| 1   | Ethan Hayter          | Marea Britanie             | 40           |
| 2   | Elia Viviani          | Italia                     | 38           |
| 3   | Benjamin Thomas       | Franța                     | 36           |
| 4   | Tim Torn Teutenberg   | Germania                   | 34           |
| 5   | Sam Welsford          | Australia                  | 32           |
| 6   | Fabio Van den Bossche | Belgia                     | 30           |
| 7   | Iúri Leitão           | Portugalia                 | 28           |
| 8   | Fernando Gaviria      | Columbia                   | 26           |
| 9   | Alan Banaszek         | Polonia                    | 24           |
| 10  | Kazushige Kuboki      | Japonia                    | 22           |
| 11  | Aaron Gate            | Noua Zeelandă              | 20           |
| 12  | Dylan Bibic           | Canada                     | 18           |
| 13  | Albert Torres         | Spania                     | 16           |
| 14  | Jan Voneš             | Cehia                      | 14           |
| 15  | Youssef Abouelhassan  | Egipt                      | 12           |
| 16  | Niklas Larsen         | Danemarca                  | 10           |
| 17  | Alex Vogel            | Elveția                    | 8            |
| 18  | Grant Koontz          | Statele Unite ale Americii | 6            |
| 19  | Tim Wafler            | Austria                    | 4            |
| 20  | Ricardo Peña          | Mexic                      | 2            |
| 21  | Jan-Willem van Schip  | Olanda                     | 1            |
| 22  | Bernard Van Aert      | Indonezia                  | 1            |

### Cursa pentru puncte și clasament final
| Loc | Ciclist               | Țară                       | CS  | CT | CE | Subtotal | Puncte sprint | Puncte tură | Ordinea de sosire | Total puncte |
| --- | --------------------- | -------------------------- | --- | -- | -- | -------- | ------------- | ----------- | ----------------- | ------------ |
| 1   | Benjamin Thomas       | Franța                     | 40  | 20 | 38 | 98       | 26            | 40          | 2                 | 164          |
| 2   | Iúri Leitão           | Portugalia                 | 28  | 38 | 28 | 94       | 19            | 40          | 3                 | 153          |
| 3   | Fabio Van den Bossche | Belgia                     | 36  | 40 | 30 | 106      | 5             | 20          | 8                 | 131          |
| 4   | Albert Torres         | Spania                     | 26  | 28 | 16 | 70       | 17            | 40          | 1                 | 127          |
| 5   | Aaron Gate            | Noua Zeelandă              | 24  | 26 | 20 | 70       | 13            | 40          | 4                 | 123          |
| 6   | Kazushige Kuboki      | Japonia                    | 32  | 12 | 22 | 66       | 7             | 40          | 10                | 113          |
| 7   | Tim Torn Teutenberg   | Germania                   | 22  | 36 | 36 | 94       | 4             | 0           | 17                | 98           |
| 8   | Ethan Hayter          | Marea Britanie             | 30  | 18 | 40 | 88       | 9             | 0           | 5                 | 97           |
| 9   | Elia Viviani          | Italia                     | 18  | 22 | 34 | 74       | 3             | 20          | 7                 | 97           |
| 10  | Niklas Larsen         | Danemarca                  | 38  | 30 | 10 | 78       | 6             | 0           | 13                | 84           |
| 11  | Alex Vogel            | Elveția                    | 20  | 34 | 8  | 62       | 0             | 0           | 18                | 62           |
| 12  | Jan Voneš             | Cehia                      | 8   | 32 | 14 | 54       | 2             | 0           | 11                | 56           |
| 13  | Tim Wafler            | Austria                    | 16  | 10 | 4  | 30       | 5             | 20          | 9                 | 55           |
| 14  | Sam Welsford          | Australia                  | 14  | 6  | 32 | 52       | 0             | 0           | 16                | 52           |
| 15  | Jan-Willem van Schip  | Olanda                     | 34  | 16 | 1  | 51       | 0             | 0           | 12                | 51           |
| 16  | Grant Koontz          | Statele Unite ale Americii | 12  | 24 | 6  | 42       | 0             | 0           | 6                 | 42           |
| 17  | Fernando Gaviria      | Columbia                   | 2   | 14 | 26 | 42       | 0             | 0           | 14                | 42           |
| 18  | Alan Banaszek         | Polonia                    | 4   | 8  | 24 | 36       | 5             | 0           | 21                | 41           |
| 19  | Dylan Bibic           | Canada                     | 10  | 1  | 18 | 29       | 0             | 0           | 20                | 29           |
| 20  | Bernard Van Aert      | Indonezia                  | 6   | 2  | 1  | 9        | 0             | -40         | 15                | -31          |
| 21  | Ricardo Peña          | Mexic                      | 1   | 4  | 2  | 7        | 0             | -40         | 19                | -33          |
| 22  | Youssef Abouelhassan  | Egipt                      | -39 | 1  | 12 | -26      | 0             | -40         | NT                | -66          |